# Duslic
Duslic is een onbewoond eiland voor de kust van Schotland. Het heeft een oppervlakte van 0,0024 km².